# ニーチェの馬
『ニーチェの馬』（ハンガリー語: A torinói ló、英語: The Turin Horse）は、2011年のハンガリー映画。

## 概要
トリノの広場で泣きながら馬の首をかき抱き、そのまま発狂したというニーチェの逸話にインスパイアされて生まれた。しかしニーチェが登場することはなく、全編ニーチェ的なニヒリズムの世界におけるとある親子の生活が描かれる。
タル・ベーラは本作を最後の監督作として公言している。

## 受賞
第61回ベルリン国際映画祭銀熊賞 (審査員グランプリ)、国際批評家連盟賞(コンペティション部門)を受賞。
2012年キネマ旬報ベスト・テン外国映画ベスト・テン第1位

## ストーリー
1889年1月3日。哲学者ニーチェはトリノの広場で鞭打たれる馬に出会うと、駆け寄り、その首をかき抱いて涙した。そのまま精神は崩壊し、彼は最期の10年間を看取られて穏やかに過ごしたという。
馬のその後は誰も知らない。

　　＊　　＊　　＊　　＊　　＊

- 一日目

農夫は馬車に乗り、風の中、人里離れたと思しき家に戻る。娘は彼を出迎え、農夫は馬と車を小屋に戻す。娘は農夫の服を着替えさせ、二人で茹でたジャガイモ1個の食事を貪る。寝る段になって、農夫は58年鳴き続けた木食い虫が鳴いていないことに気付く。外は暴風が吹き荒れている。
- 二日目

娘は井戸に水を汲みに行く。パーリンカ（焼酎）を飲んだ後、農夫はいつもの通り、馬車に乗って外へ出ようとしたが、馬は動こうとしない。諦めた農夫は家に戻って薪を割り、娘は洗濯をする。ジャガイモを貪ったところで、男が現れ、パーリンカを分けてくれるように頼む。町は風で駄目になったという男は、世界についてのニヒリズム的持論を延々述べるが、農夫はくだらないと一蹴する。男はパーリンカを受け取って出て行く。
- 三日目

娘は井戸で水を汲む。パーリンカを飲み、農夫と娘は馬小屋の掃除をする。新たな飼い葉を与えたが、馬は食べようとしない。ジャガイモを貪っていたところで彼らが何気なく外を見ると、馬車に乗った数人の流れ者が現れ、勝手に井戸を使い出した。二人は外へ飛び出して流れ者共を追い払い、流れ者は二人を罵って去っていく。食器を片付けた後で、娘は流れ者の一人が水の礼として渡した本-教会における悪徳について述べているらしい-に目を通す。未だ風は激しく吹き続けている。
- 四日目

娘が水を汲みにでると、井戸が干上がっていた。馬は相変わらず飼い葉を食べず、水も飲もうとしない。農夫はここには最早住めないとして、家を引き払う事を決める。荷物をまとめ、馬を連れて-ただし、今度は自分で車を引いて-農夫と娘は家を出て進み出す。だが、丘を越えたところで、彼らは戻ってくる。娘は窓から外を何も言わず見続ける。
- 五日目

娘は目覚めた農夫を着替えさせる。農夫は小屋に行って、馬の縄を外してやる。二人はジャガイモを貪るのも力なく、農夫は殆どを残してしまう。夜になったが、ランプに火が付かなくなり、火種も尽きてしまう。嵐は去っていた。
- 六日目

農夫と娘が食卓についている。農夫はジャガイモを生のまま口にするが、すぐ諦めてしまう。二人を沈黙が支配する。

･･･････････････････････････

## キャスト
- ボーク・エリカ：娘
- デルジ・ヤーノシュ：馬の飼い主・父